# Болуспор
«Болуспор» (тур. Boluspor Kulübü) — турецький футбольний клуб з міста Болу. 
Виступає в другому дивізіоні — Турецькій Першій лізі. Матчі проводить на стадіоні «Болу Ататюрк». 

## Історія
Клуб заснований 1965 року. Клубними кольорами обрано червоний і білий. 
У Турецькій Суперлізі команда провела 20 сезонів (останній — 1991/92). 

## Досягнення
- Чемпіонат Туреччини: 3-є місце (1973/74)
- Кубок Туреччини з футболу: фіналіст (1980/81)

## Виступи в єврокубках
Кубок УЄФА:
| Сезон     | Раунд |         | Клуб                | Рахунок  |
| --------- | ----- | ------- | ------------------- | -------- |
| 1974—1975 | 1R    | Румунія | «Динамо» (Бухарест) | 0-1, 0-3 |